# چینتو کاوماجیور
چینتو کاوماجیور (به ایتالیایی: Cinto Caomaggiore) یک کومونه در ایتالیا است که در استان ونیز واقع شده‌است.

## خصوصیات
چینتو کاوماجیور ۲۱ کیلومترمربع مساحت و ۳٬۲۸۱ نفر جمعیت دارد و ۱۱ متر بالاتر از سطح دریا واقع شده‌است.